# Gerard de Groos
Gerard de Groos, také Jan Adriaen Gerhardt de Groos, Geerard de Groot, nebo Georg de Grosz (kolem 1650 Antverpy, 4. prosince 1730 Praha) byl český mědirytec a ilustrátor knih vlámského původu v době baroka, patřil k nejproduktivnějším grafikům své doby ve střední Evropě.

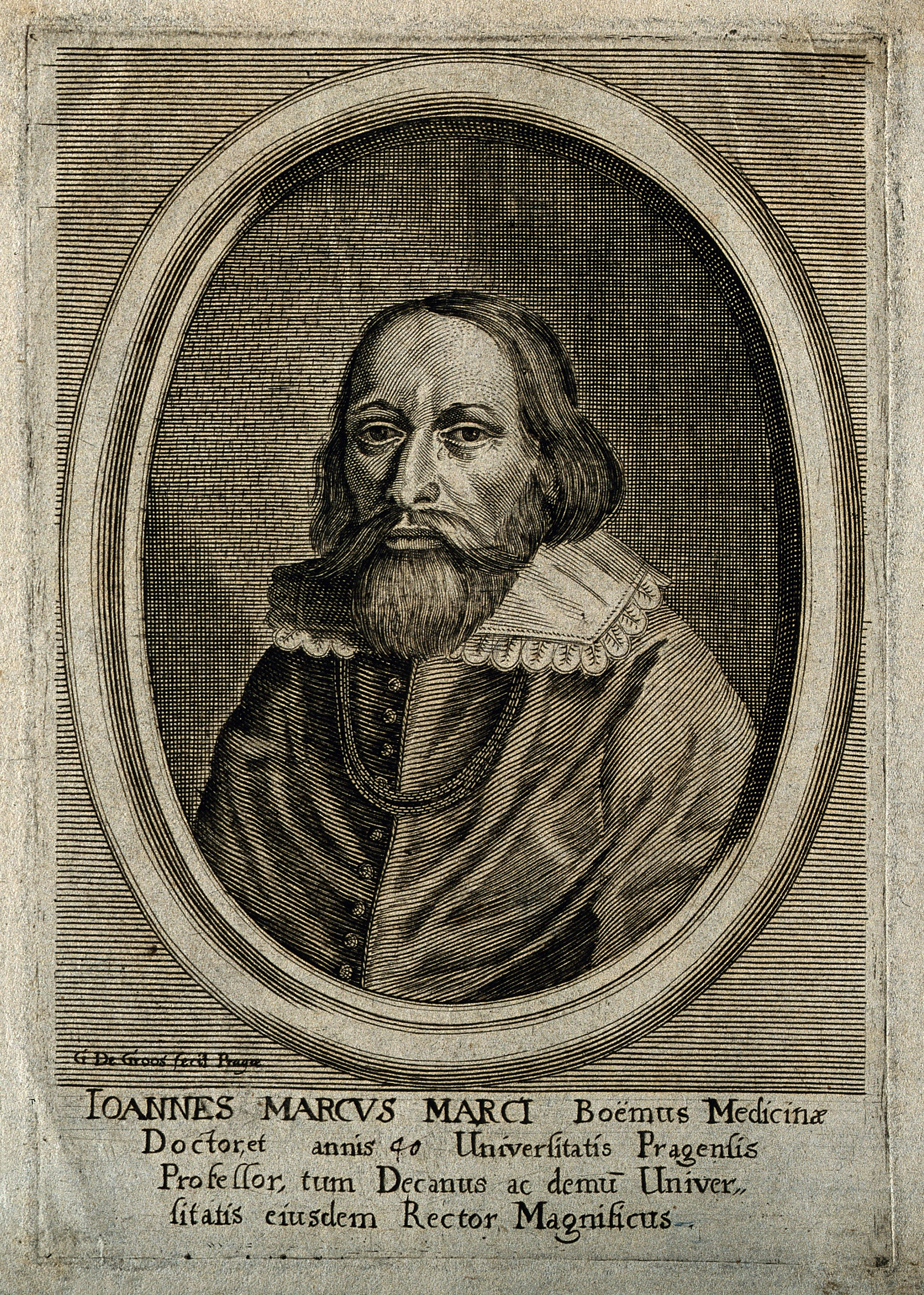
Portrét Jan Marcus Marci

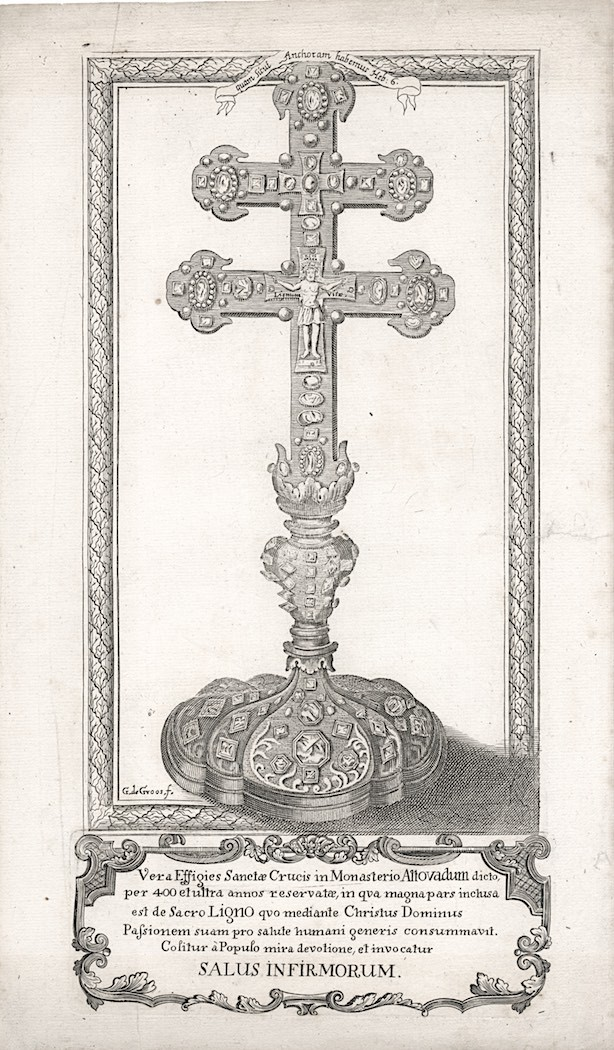
Devoční grafika: Vyšebrodský (Závišův) kříž (1748)

## Život
Vyučil se v Antverpách u rytce Franze Huybrechtse kolem roku 1662-1663. Do Prahy přišel na tovaryšskou službu kolem roku 1670, již roku 1673 zde získal městské právo na Malé Straně a roku 1675 byl přijat mezi mistry malostranského cechu malířů. Podle malostranských cechovních protokolů se v jeho dílně vyučili Antonín Martin Mansfeld, Šebestián Dittmann, Augustin Petr Neuräutter, Antonín Jeroným Kohl a Johann Franz Fischer.

## Rodina a smrt
Byl dvakrát ženat. 30. května 1711 se u sv. Mikuláše ženil podruhé, a to s Barborou Šternbergovou Z obou manželství vzešlo několik dětí. Syn František Ludvík (z 1. manželství) získal městské právo v Praze roku 1694. Zemřel 4. prosince 1730 ve věku 80 let a byl pohřben na farní hřbitov u sv. Jana Na prádle.

## Dílo
De Groos byl jedním z nejproduktivnějších rytců poslední čtvrtiny 17. století a první třetiny 18. století. Pracoval mimo jiné pro jezuitskou tiskárnu v Klementinu, další univerzitní a dvorní tiskárny a bratrstva. Dělal knižní ilustrace, často podle předloh pražských malířů nebo kolegů grafiků (Karel Škréta, Jan Jiří Heinsch, Christian Dittmann, Johann Friedrich Necker, L. Herscher). V 70. a 80. letech 18. století vytvořil četné alegorické výjevy, titulní listy a frontispisy k filozofickým, historickým nebo teologickým dílům, nejméně dvě univerzitní teze, a především četné série portrétů portréty českých panovníků z rodu Habsburků, většinu portrétů významných mnichů a kanovníků řádu augustiniánů a představených z řádu voršilek. Pravděpodobně ryl také portréty slavných Církevních otců. Z vedut vytvořil např. prospekt města Prahy, či planety a komety pozorované v roce 1680.
- Portréty: rodokmen rakouských arcivévodů,
- Vítězná bohyně Pallas Athéna ve zbroji stojící na bojišti - frontispis k univerzitní publikaci Gloria Universitatis Carolo-Ferdinandae, (1672), také portréty učenců, mistrů pražské univerzity, např. Jan Marcus Marci, Ondřej z Brodu
- Portréty knížat a 14 panovníků z rodu Habsburků pro knihu Michaela Františka Althana:Elogia ducum et regum Bohemiae; (1673)
- Portréty šlechticů (např. Jan Bedřich z Valdštejna (1673), Jan Jáchym Slavata z Chlumu a Košumberka[3])
- ilustrace pro Knížecí zrcadlo („Fürsten-Spiegel“) odJana Jakuba Weingartena, včetně jeho portrétu na frontispisu (1673)
- portréty a umělců,
- Prospekt Prahy s postavou císaře Leopolda I. v oblacích; podle kresby Christiana Dittmanna; 1674
- Portréty významných řeholnic z řády voršilek: Triumphus S. Ursulae, podle kreseb Christiana Dittmanna; (1677)
- Cyklus světců z řádu bosých augustiniánů Instituti S. Augustini Exegesis Sumaria, (1674)
- Devoční grafické jednolisty, např.: Vyšebrodský kříž(1748), Mariazellská madona z kostela augustiniánů, a další.